# Норман Дейвис
 Тази статия е за английския историк.  За американския дипломат вижте Норман Дейвис (дипломат).  
Айвър Норман Ричард Дейвис (на английски: Ivor Norman Richard Davies) е английски историк.
Роден е на 8 юни 1939 година в Болтън в семейство от уелски произход. През 1962 година завършва история в Оксфордския университет, след което защитава магистратура в Съсекския (1966) и докторат в Ягелонския университет. През 1971 – 1996 година преподава в Школата за славянски и източноевропейски изследвания на Университетски колеж Лондон, а през 1997 – 2006 година – в Оксфордския университет. Работи главно в областта на най-новата европейска история.

## Избрана библиография
- „Europe: A History“ (1996, ISBN 0-19-820171-0)
  - „Европа: История“ (2005, ISBN 954-427-663-7)
- „Europe at War 1939 – 1945: No Simple Victory“ (2006, ISBN 0-333-69285-3)
  - „Европа във война 1939 – 1945: Няма лесна победа“ (2007, ISBN 978-954-427-763-5)
- „Europe East and West: A Collection of Essays on European History“ (2006, ISBN 0-224-06924-1)
  - „Европа – Изток и Запад“ (2010, ISBN 978-954-427-786-4)